# Правно-пословна школа „Димитрије Давидовић”
Правно-пословна школа „Димитрије Давидовић” је средња школа основана 1962. године. Налази се у Београду, општини Земун, у улици Тошин бунар 17.

## Опште информације
Школа је основана 1960. године, а налази се у Земуну. Садашњи објекат школе у улици Тошин бунар 17, у који се школа преселила 1998. године, подељен је у две зграде са тринаест учионица, два кабинета за дактилографију, један кабинет за рачунарство и информатику опремљен рачунарима, библиотеку, ђачки клуб и административне просторије.
У оквиру школског дворишта налазе се терени за кошарку, рукомет и мали фудбал, а у просторијама школе налази се зубна ординација.
У склопу ваннаставних активности школе постоје секције као што су: литерарна, позоришна, лингвистичка, еколошко-хемијска, рецитаторска, географско-планинарска и спортске секције.
Школа носи име по Земунцу, Димитрију Давидовићу, правнику, дипломати, пиониру српског новинарства, штампарства и издаваштва, историчару, писцу и творцу првог модерног српског устава, Сретењског устава. Димитрије Давидовић (1789-1838) покренуо је Новине сербске, прве српске дневне новине. Дао је велики допринос развоју српског позоришта. Његова родна кућа налази се у Земуну и представља једну од знаменитости ове београдске општине, а такође је споменик културе.

## Историјат
Дана 15. јула 1960. године отворен је Раднички универзитет „Земун” у Карађорђевој улици 9, одлуком Народног одбора општине Земун, са циљем бављења културно-просветним радом. У њему су се школовали ванредни ученици на курсевима балета, музике, шивења, страних језика и др. У склопу РУ „Земун” налазило се и седиште Луткарског позоришта „Пинокио” са 250 седишта.
Школа је током школске 1976/77. имала око 800 ванредних ученика, а почетком реформе школства у септембру 1977. године отворен је ООУР Центар  за усмерено образовање и стручно оспособљавање „Земун”, где су уписана два одељења редовних самофинансирајућих ученика. У оквиру школе су се наредних десет година школовали ванредни, редовни, али и старији ученици. У школу се од 1987. године уписују искључиво млади ученици, односно они који су те године завршили основну школу. Током школске 1987/1988. године створен је нови профил  у усмереном образовању: глумац-луткар IV степена стручности, али већ наредне године позориште се одваја од школе, па уместо њега уведени су образовни профили техничар ДСЗ (IV степен), ватрогасни техничар (IV степен), ватрогасац (III степен) и дактилограф (III степен).
Школа 20. јуна 1990. године мења назив у у Средња стручна школа „Димитрије Давидовић”, а од јануара 1993. године у Правно-биротехничка школа „Димитрије Давидовић”. Током школске 1993. године уведен је образовни профил биротехничар. Из центра Земуна школа се сели 1998. године, због тога што је била у малој и трошној згради без дворишта у једној од најпрометнијих улица у Земуну. Ново и данашње седиште школе је у Тошином бунару 17, такође у Земуну, а у тој згради се раније одвијала настава за млађе разреде основне школе „Мајка Југовића”, који су због смањења броја ученика пресељени у матичну зграду у Градски парк.
Током школске  2000/01. Правно-биротехничку школу „Димитрије Давидовић” похађало је 1140 ученика, а тада је први пут уведен образовни профил правни техничар.
Школа је 1. септембра 2024. године променила име у Правно-пословна школа „Димитрије Давидовић”.